# Adarrus ernesti
Adarrus ernesti är en insektsart som beskrevs av Günthart 1985. Adarrus ernesti ingår i släktet Adarrus och familjen dvärgstritar. Inga underarter finns listade i Catalogue of Life.